# Maurice LaMarche

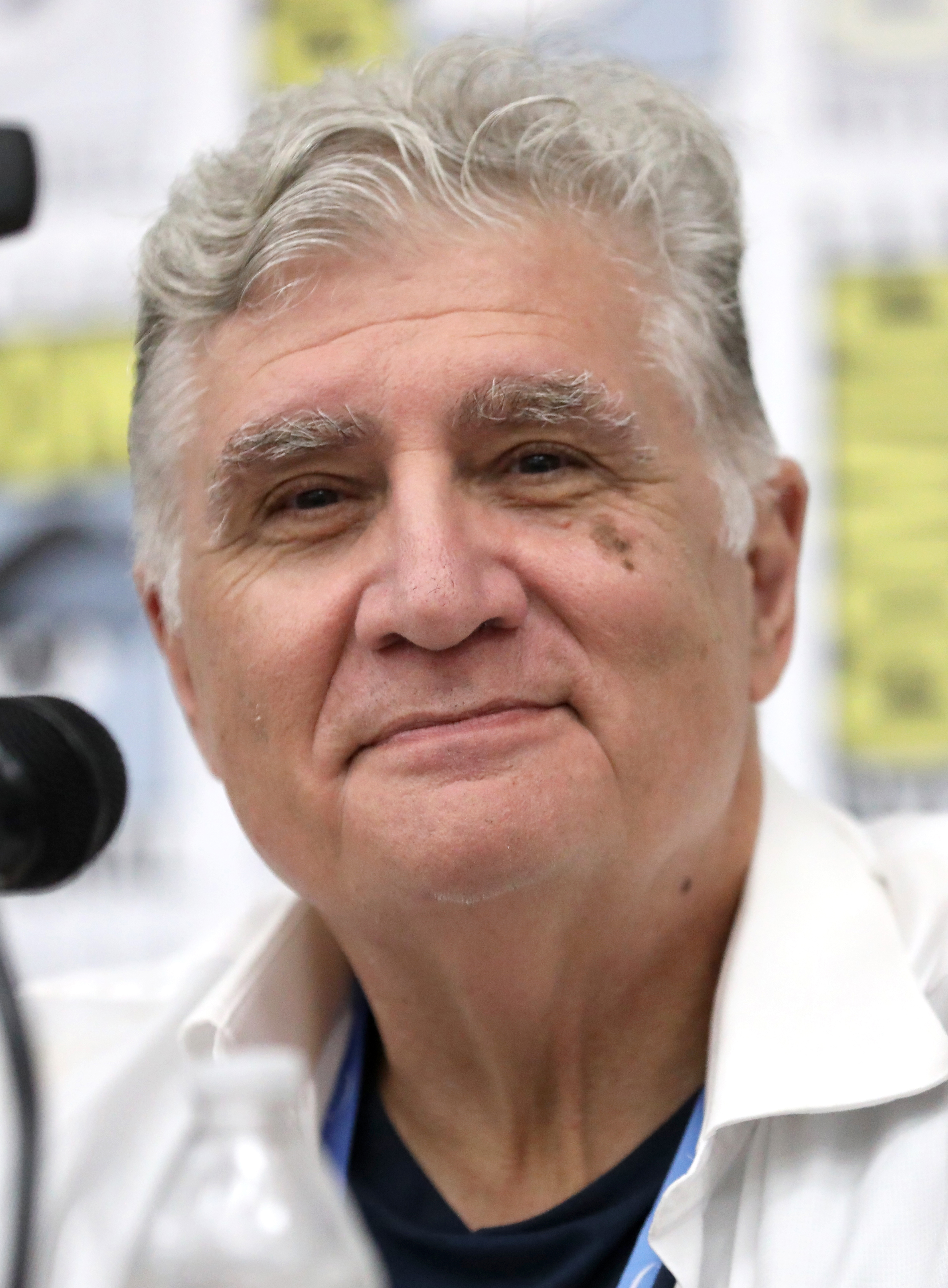
Maurice LaMarche (2023)

Maurice LaMarche (* 30. März 1958 in Toronto) ist ein kanadischer Synchronsprecher und Stand-up-Comedian. Internationale Bekanntheit erlangte er durch seine Synchronisation von Kif Kroker in der Zeichentrickserie Futurama, für die er zweimal in Folge den Emmy als bester Sprecher gewann.

## Leben
Maurice LaMarche wurde in Toronto, Ontario geboren und zog mit seiner Familie kurz darauf nach Timmins. Erst gegen Ende seiner High-School-Zeit entdeckte der Zeichentrick-verrückte Jugendliche sein komisches Talent bei einem Schulfest, als er einen Sketch zum besten gab.
Mit 19 versuchte er sich das erste Mal bei einer Open-Mic-Veranstaltung in New York City. Andere kanadische Komiker rieten ihm davon ab, es weiter zu versuchen.
Drei Jahre später zog LaMarche dennoch nach Los Angeles und versuchte sich weiterhin als Stand-up. Die nächsten fünf Jahre trat LaMarche in den Vereinigten Staaten auf und hatte erste Erfolge. So trat er bei Merv Griffin und An Evening At The Improv auf. 1985 nahm er an der HBO-Produktion Rodney Dangerfield Hosts the 9th Annual Young Comedians Special auf, zusammen mit Bob Saget, Rita Rudner, Louie Anderson, Yakov Smirnoff und Sam Kinison (der sein Debüt gab).
LaMarche eröffnete Veranstaltungen und Konzerte von Rodney Dangerfield, George Carlin, Howie Mandel, David Sanborn und Donna Summer, meistens in Las Vegas und Atlantic City.
Am 9. März 1987 wurde LaMarches Vater von einem seiner besten Freunde ermordet. Der Mörder erschoss LaMarches Vater in einer Hotel-Lobby in Toronto vor Dutzenden von Zeugen. LaMarche litt anschließend unter Depressionen und an Alkoholismus. 1989, nach einer Entziehungskur, startete er ein Comeback als Stand-up. Doch gerade, als er wieder anfing Erfolg zu haben, verstarb seine 18-jährige Schwester bei einem Autounfall. Nach diesem Schicksalsschlag beendete er seine Stand-up-Karriere.
Nach 1989 versuchte er sich als Synchronsprecher. Seine ersten Rollen hatte er bei Dennis, Popeye, Sohn und Co. und The Real Ghostbusters. Letztere war sein Durchbruch und von da an synchronisierte er namhafte Serien wie Tiny Toon Abenteuer, G.I. Joe: A Real American Hero, Angriff der Killertomaten, Arielle, die Meerjungfrau und Bonkers, der listige Luchs von Hollywood. 1993 nahm er eine seiner bekanntesten Rollen an: die intelligente Supermaus The Brain aus der Serie Animaniacs. Er trat auch in den Spin-offs Pinky und der Brain sowie Pinky, Elmyra und der Brain auf. Für seine Synchronisation von The Brain gewann er einen Annie Award und wurde für den Emmy nominiert.
Anschließend folgte The Critic, bei der er bei einer Episode nicht weniger als 29 Charaktere synchronisierte. Es folgten Freakazoid! und Der Tick bevor er wieder als Egon in Extreme Ghostbusters agierte. Eine weitere wiederkehrende Rolle wurde Mortimer Mouse in Neue Micky Maus Geschichten und Mickys Clubhaus.
1999 begann er als Kif Kroker und Calculon in der Serie Futurama und synchronisierte auch bei Die Simpsons, unter anderem eine Orson-Welles-Parodie.
Maurice LaMarche gewann 2011 und 2012 zweimal hintereinander den Emmy in der Kategorie Outstanding Voice-Over Performance.

## Filmografie (Auswahl)
- 1985: Inspector Gadget als Chief Quimby
- 1986: The Real Ghostbusters als Egon Spengler
- 1986: Transformers als Six-Gun
- 1986: Dennis als George Wilson und Henry Mitchell
- 1987: Popeye, Sohn und Co. als Popeye
- 1989: G.I. Joe: A Real American Hero (diverse Rollen)
- 1990: Captain Planet als Verminous Skumm
- 1990: Tiny Toon Abenteuer als Dizzy Devil, Orsen Whales und Yosemite Sam
- 1990: Käpt’n Balu und seine tollkühne Crew als General Patton
- 1990: Attack of the Killer Tomatoes: The Animated Series als Zoltan, Ketchuck und Tomato Guy
- 1991: Tazmania als Hugh Tasmanian Devil und Daffy Duck
- 1991: Felix der Kater als Großvater
- 1992: Cool World als Erzähler, Mash, Kneipenwirt und Dr. Vincent „Vegas Vinnie“ Whiskers
- 1993: Animaniacs als Brain, Spartacus, Bob Hope, Squit und Wakko (Rülpser)
- 1993: Bonkers, der listige Luchs von Hollywood als Mr. Blackenblue, March Hare, Smarts und Tuttle Turtle
- 1994: Der Tick als Human Ton & Handy, Pigleg, Mr. Smartypants und Various other characters
- 1994: The Critic als Jeremy Hawke, Orson Welles und Additional Voices
- 1994: Ed Wood als Orson Welles nur Stimme
- 1995: Freakazoid! Longhorn, Dan und Captain „K“
- 1995: Sylvester und Tweety als Yosemite Sam und andere
- 1995: Pinky und der Brain als Brain
- 1996: Space Jam als Pepe Le Pew
- 1996: Dexters Labor als Simion
- 1996: Rockos modernes Leben als Conglomo Lizard
- 1996: Hey Arnold! als Big Bob Pataki und andere
- 1997: Extreme Ghostbusters als Egon Spengler
- 1999: Neue Micky Maus Geschichten als Mortimer Mouse und Professor Ratigan
- 1999: Sonic Underground als Sleet, SWATbots und Athair
- 1999: Simsalabim Sabrina (diverse Rollen)
- 1999–2003, 2008–2013: Futurama als Kif Kroker, Calculon und andere
- 2000: Die Abenteuer von Santa Claus (The Life & Adventures of Santa Claus)
- 2001: Gadget and the Gadgetinis als Lt. Gadget
- 2001: Baby Felix & Friends als Master Cylinder
- 2001: Mickys Clubhaus als Mortimer Mouse und Professor Ratigan
- 2002–2004: Teamo Supremo als Baron Blitz
- 2002: Hey Arnold! The Movie als Big Bob Pataki
- 2002: Deckname: Kids Next Door als Vater
- 2003: 101 Dalmatiner Teil 2 – Auf kleinen Pfoten zum großen Star! als Horace
- 2004: Team America: World Police als Alec Baldwin
- 2004: Micky, Donald, Goofy – Die drei Musketiere als Einer der Panzerknacker
- 2005: Tripping the Rift als Gus
- 2005: Katzekratz als Hovis
- 2005: Pom Poko als Erzähler
- 2006: Tak und die Macht des Juju als Chief
- 2006: Generation Ninja als Mr. No, Naginata, Kubo Utamaro, Zumichito und Daisuke Togakame
- 2006: Tekkon Kinkreet als Fujimura
- 2006: Der tierisch verrückte Bauernhof als Igg
- 2006: Simpsons: Treehouse of Horror XVII als Orson Welles
- 2007: Futurama: Bender’s Big Score als Kif Kroker, Morbo, Calculon, Lrrr und andere
- 2008: Futurama: Bender’s Game (diverse Rollen)
- 2008: Guild Wars: Eye of the North als Vekk, Lork (Computerspiel)
- 2008: Dead Space: Downfall als White und Bavaro
- 2008: Futurama: Die Ära des Tentakels als Kif Kroker und andere
- 2009: Futurama: Leela und die Enzyklopoden als Kif Kroker und andere
- 2011: Pound Puppies – Der Pfotenclub als Jean Luc Glaciaire
- 2011–2013: The Looney Tunes Show als Yosemite Sam
- 2011–2013: Mission Scooby-Doo als Vincent Van Ghoul
- 2011: Batman: Arkham City als Mr. Freeze und Calendar Man (Computerspiel)
- 2012: Kingdom Hearts 3D: Dream Drop Distance als Panzerknacker (Computerspiel)
- 2012: Die Pinguine aus Madagascar (diverse Rollen)
- 2012: Ralph reichts als Tapper
- 2012: Robot Chicken als Brain und Ricky Recycle Bin
- 2012–2017: Der ultimative Spider-Man als Victor von Doom/Doctor Doom
- seit 2012: Transformers: Rescue Bots als Chief Charlie Burns und andere
- 2013: Die fantastische Welt von Gumball als  William
- 2013: Avengers Assemble als Doctor Doom
- 2013: Hulk and the Agents of S.M.A.S.H. als Doctor Doom
- 2013: Die Eiskönigin – Völlig unverfroren als König von Arendelle
- seit 2013: Rick and Morty (Fernsehserie, Stimme)
- 2017: Hey Arnold! Der Dschungelfilm (Stimme)
- 2018–2023: Disenchantment (Fernsehserie, Stimme)
- 2022: Zoomania+ (Zootopia+, Fernsehserie, Stimme von Mr. Big)